# Prostacyclin
Prostacyclin (oder Synonym Prostaglandin I2, kurz PGI2) ist ein Eicosanoid und gehört zu der Gruppe der Serie-2-Prostaglandine, dies sind die entzündungsfördernden Prostaglandine aus der Arachidonsäure.

## Geschichte
Das Interesse am Einsatz von Prostaglandinen als Vasodilatatoren wurde bereits frühzeitig nach deren Entdeckung geweckt. Alprostadil (PGE 1) wurde erstmals mit guten Ergebnissen 1973 bei arteriosklerotischen Gefäßerkrankungen eingesetzt. Sechs Jahre später wurde Prostacyclin das erste Mal erfolgreich bei der Therapie für periphere arterielle Verschlusskrankheiten verwendet. Der große Nachteil dieser Substanzen allerdings war die deutliche Instabilität. Aus diesem Grund forschte man an Derivaten, die eine höhere Stabilität aufweisen. Daraufhin wurde das synthetische Iloprost entwickelt, das eine deutlich höhere metabolische Stabilität besaß. Es wurde 1993 als Ilomedin auf den deutschen Markt gebracht.

## Bildung
Prostacyclin wird in Endothelzellen mit Hilfe der Prostacyclinsynthase aus dem Prostaglandin PGH2 aus der Arachidonsäure gebildet.

## Wirkungen
Prostacyclin bindet an den IP-Rezeptor, einen G-Protein-gekoppelten Membranrezeptor, und entfaltet darüber unterschiedliche Wirkungen:

### Entzündung
PGI2 ist zusammen mit PGE2 das Hauptprostaglandin, welches in das Entzündungsgeschehen involviert ist. Es erhöht die Gefäßpermeabilität (was die Gewebeschwellung hervorruft), ist an der Entstehung der Rötung beteiligt (welche durch eine erhöhte Durchblutung zustande kommt) und verstärkt den Schmerz (welcher durch andere Entzündungsstoffe wie Bradykinin oder Histamin hervorgerufen wird), indem es nozizeptive Nervenendigungen sensibilisiert (indem es die Aktivierungsschwelle für Tetrodotoxin-resistente Natriumkanäle an sensiblen Nerven herabsetzt). IP-Rezeptoren in sensiblen Neuronen erhöhen die Aktivität der Adenylylcyclase und der Phospholipase A und modulieren so die Aktivität der Ionenkanäle und der Neurotransmitterfreisetzung durch die Aktivierung von Proteinkinase A und der Proteinkinase C.

### Kardiovaskuläres System
Prostacyclin wirkt stark gefäßerweiternd (vasodilatierend) und thrombozytenaggregationshemmend.
1. Gefäßzellen bilden viele Prostaglandine, Prostacyclin ist jedoch das Hauptprostaglandin, welches durch die Endothelzellen der Gefäße gebildet wird, in denen die Prostaglandin-I-Synthase angereichert vorkommt. Prostacyclin bindet an den G-Protein-gekoppelten Prostacyclin-Rezeptor der glatten Muskelzellen der Gefäße und hemmt über eine Erhöhung des intrazellulären cAMPs die Gefäßkontraktion. Es ist hier ein Gegenspieler des in Thrombozyten zumeist gebildeten Thromboxans.
2. Ferner hemmt es den MAP-Kinase-Weg.
3. Es hemmt die Thrombozytenaggregation und ist somit auch hier funktionell ein Gegenspieler des vor allem in den Thrombozyten gebildeten Thromboxans.

Prostacyclin bewirkt eine Reperfusion bzw. Verbesserung und Entstörung der Blutzirkulation.
Endogenes Prostacyclin wird hauptsächlich im Gefäßendothel und der glatten Muskulatur gebildet. Es hat einen vasodilatativen, antiproliferativen und zytoprotektiven Effekt. Bei Prostacyclin handelt es sich um den am stärksten wirksamen endogenen Thrombozytenaggregationshemmer (TAH).
Die Thrombozytenaggregationshemmung kommt durch inhibitorische Wirkung auf Thrombozyten zustande. Prostacyclin wird zu 70 % renal eliminiert und wird hauptsächlich hepatisch metabolisiert.

### Lunge
Auch hier erweitert es vor allem die Lungengefäße und verhindert Mikrothromben. Ferner ist es ein schwacher Bronchodilatator. Die Prostacyclinblutspiegel von Patienten steigen unter Vollnarkose und Beatmung auf das 15–20-fache der Norm an.

## Pharmakologie

### Therapeutische Anwendung
Therapeutisch werden Prostacyclin (Epoprostenol) und Prostacyclinanaloga (Iloprost, Treprostinil) zur Behandlung des Raynaud-Syndroms, der Pulmonalen Hypertonie, im Off-Label-Use auch von Knochenmarködemen und der Femurkopfnekrose eingesetzt.

Das synthetische Analogon Iloprost wird ebenfalls therapeutisch verwendet.

Bei Patienten mit Heparin-induzierter Thrombozytopenie (HIT) kann Prostacyclin im Off-Label-Use eingesetzt werden, wenn z. B. für eine Herzoperation mit Herz-Lungen-Maschine Heparin gegeben werden muss. Prostacyclin als Dauerinfusion schützt dabei die Thrombozyten vor Aktivierung und Verklumpung solange Heparin im Blutkreislauf vorhanden ist.
Das synthetische Iloprost ist ein stabiles Analogon des körpereigenen Prostacyclins. Es ist zugelassen zur Behandlung von akuten ischämischen Ereignissen aufgrund von peripheren arteriosklerotischen Verschlüssen oder diabetischer Angiopathien sowie zur Therapie der pulmonaren Hypertonie. Ferner findet es bei der Therapie der Sklerodermie und des Raynaud-Syndroms Anwendung.

### Gegenanzeigen
Ausschlusskriterien für die Behandlung sind Schwangerschaft, eine Behandlung mit Warfarin oder Heparin, Herzfehler, vorausgegangener Myokardinfarkt oder eine instabile Angina pectoris. Bei rückenmarksnahen Regionalanästhesie-Verfahren (Spinalanästhesie bzw. Periduralanästhesie) sollte Prostacyclin 30 Minuten vorher abgesetzt werden, kann aber sofort nach dem Eingriff wieder gegeben werden.

### Wechselwirkungen
Bekannte Nebenwirkungen mit dem Wirkstoff Prostacyclin sind, insbesondere wegen der anfänglich auftretenden vasodilatatorischen Hypotonie, Kopfschmerzen, Flush (Gesichtsrötung), Schwitzen und Übelkeit, auch kardiale Nebenwirkungen wie Angina-pectoris-Symptomatik bis hin zu EKG-Veränderungen. Weiterhin können Agitation, Diarrhoe, Fieber, Parästhesien, Myalgien, Arrhythmie, Extrasystolen, Lungenembolie und Nierenschmerzen auftreten.
Es können sehr häufig Nebenwirkungen wie Blutungen wie z. B. Epistaxis (Nasenbluten) oder Hämoptysis (blutiger Auswurf aus den Atemwegen), besonders dann, wenn zusätzlich auch andere gerinnungshemmende Arzneimittel (Antikoagulanzien) eingenommen werden, auftreten. Bei Patienten, die gleichzeitig auch mit anderen Thrombozytenaggregationshemmern oder Antikoagulanzien (Mitteln, die die Blutgerinnung aufhalten) behandelt werden, kann das Blutungsrisiko erhöht sein.